# Ventripila
Genre
Synonymes
- Parkocranaus Mello-Leitão, 1949

Ventripila est un genre d'opilions laniatores de la famille des Cranaidae.

## Distribution
Les espèces de ce genre se rencontrent en Équateur et au Brésil.

## Liste des espèces
Selon World Catalogue of Opiliones (12/08/2021) :
- Ventripila bimaculata (Mello-Leitão, 1949)
- Ventripila marginata Roewer, 1917

## Publication originale
- Roewer, 1917 : « 52 neue Opilioniden. » Archiv für Naturgeschichte, vol. 82, no 2, p. 90–158 (texte intégral).